# Płoska (rejon przemyślański)
Płoska – wieś na Ukrainie w rejonie przemyślańskim należącym do obwodu lwowskiego.